# Cathrine Lindahl
Cathrine Lindahl (n. 26 februarie 1970, Härnösand, Comitatul Västernorrland, Suedia) este o jucătoare de curl ce a reprezentat Suedia, medaliată olimpică. A participat la 2 ediții ale Jocurilor Olimpice (2006, 2010) în care a câștigat două medalii de aur.